# Gutsmühle Dunau
Die Gutsmühle Dunau ist eine Windmühle in der Ortslage Dunau des Ortsteils Lathwehren von Seelze in der Region Hannover in Niedersachsen.
Die 1958 stillgelegte Mühle steht unter Denkmalschutz.

## Geschichte
Die erste Erwähnung eines Müllers auf dem Rittergut Dunau steht in der Kopfsteuerbeschreibung des Jahres 1689. Über eine damalige Mühle ist nichts bekannt.

### Wassermühle Dunau
Bei der 1706 begonnenen Neugestaltung des Gutes ließ Gutsherr Ernst Conrad von Alten den südwestlich des Gutshofs fließenden Bach Haferriede zu einem Mühlteich erweitern. Westlich der Gutsgebäude wurde eine Wassermühle errichtet und 1712 in Betrieb genommen. Das Mühlengebäude stand auf dem Damm zwischen der Haferriede und dem Schilfteich, einem Überrest des einst den Gutshof umgebenden Wassergrabens.
Mit der in den Jahren 1835 bis 1838 durchgeführten Verkoppelung wurde die Wasserführung der Haferriede geringer.
Bereits seit den 1820er Jahren wollten die Dunauer Gutsherrn und Mühlenpächter die Wassermühle durch eine moderne Windmühle ersetzen. Das zuständige Amt Blumenau erteilte dazu jedoch keine Genehmigung. Die Behörde verwies darauf, dass genug Mühlen in der Region vorhanden seien.

### Windmühle Dunau
1851 wurde die Wassermühle Dunau bei einem Brand stark beschädigt oder sogar zerstört. Mit der nun erteilten Genehmigung wurde im Jahr 1852
eine Windmühle auf das verbliebene Gebäude der Wassermühle gebaut.
Der nicht mehr benötigte Mühlteich wurde zugeschüttet.
Die damals äußerst moderne Windmühle Dunau war ein vierflügeliger Galerieholländer.
Das viergeschossige Mühlengebäude aus Bruchsteinmauerwerk wurde auf einem viereckigen Grundriss errichtet. Den oberen Teil bildet ein achteckiger Mühlenstumpf. Das oberste Geschoss war von einer Galerie umgeben. Der leicht geschweifte Mühlenrumpf war eine mit roten Ziegeln verkleidete Holzkonstruktion.
Die Flügel der 21 m hohen Mühle waren mit Segeln bespannt.
Der letzte Müller fiel im Zweiten Weltkrieg. Seine Witwe und ein Geselle betrieben die Mühle weiter bis zur Stilllegung im Jahr 1958. Ab 1985 erfolgte eine umfassende Sanierung.
Die Galerie wurde abgebaut. Von den Flügeln ist nur noch das Balkenkreuz vorhanden.
Von der Windrose ist noch der Bock zu sehen. Die Mühlenkappe ist gut erhalten.
In den 1990er Jahren wurde die Mühle zu einem Wohngebäude ausgebaut.
Im Sommer 2014 wurde die Ziegelverkleidung der Mühle erneuert.
Ende 2020 wurde die Flügelwelle gangbar gemacht und die beiden etwa 10 m langen Bruststücke, die stählernen Flügelansätze, wurden ersetzt. Die gebrauchten Teile stammen von der Windmühle Bederkesa.

## Denkmalschutz
An der Erhaltung der Gutsmühle besteht wegen des Zeugnis- und Schauwertes für Wirtschafts- und Technikgeschichte und der städtebaulichen Bedeutung als wesentlicher Bestandteil einer großflächigen Gutsanlage ein öffentliches Interesse.

Fotos
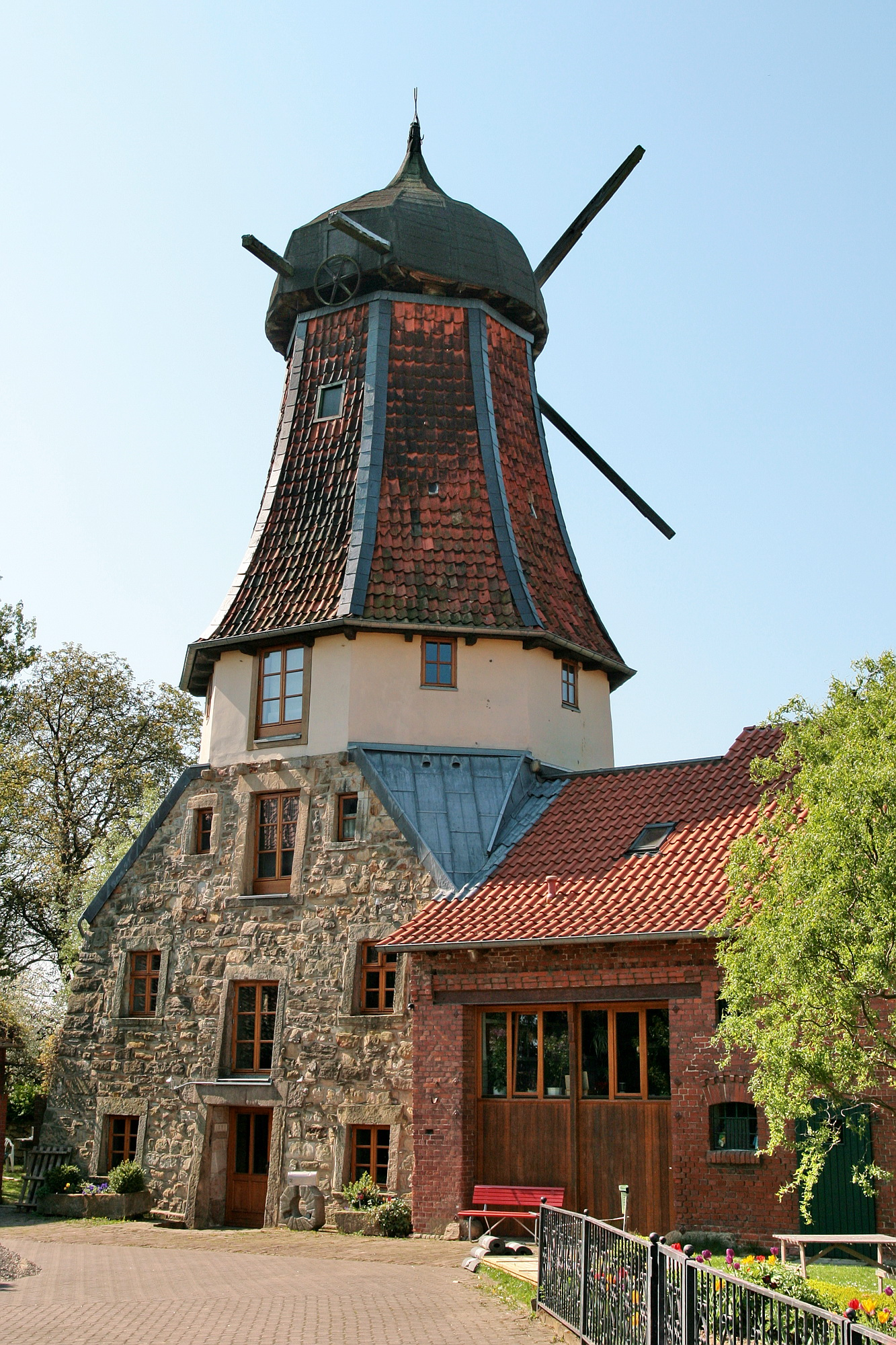
Die Mühle als Wohnhaus, 2009
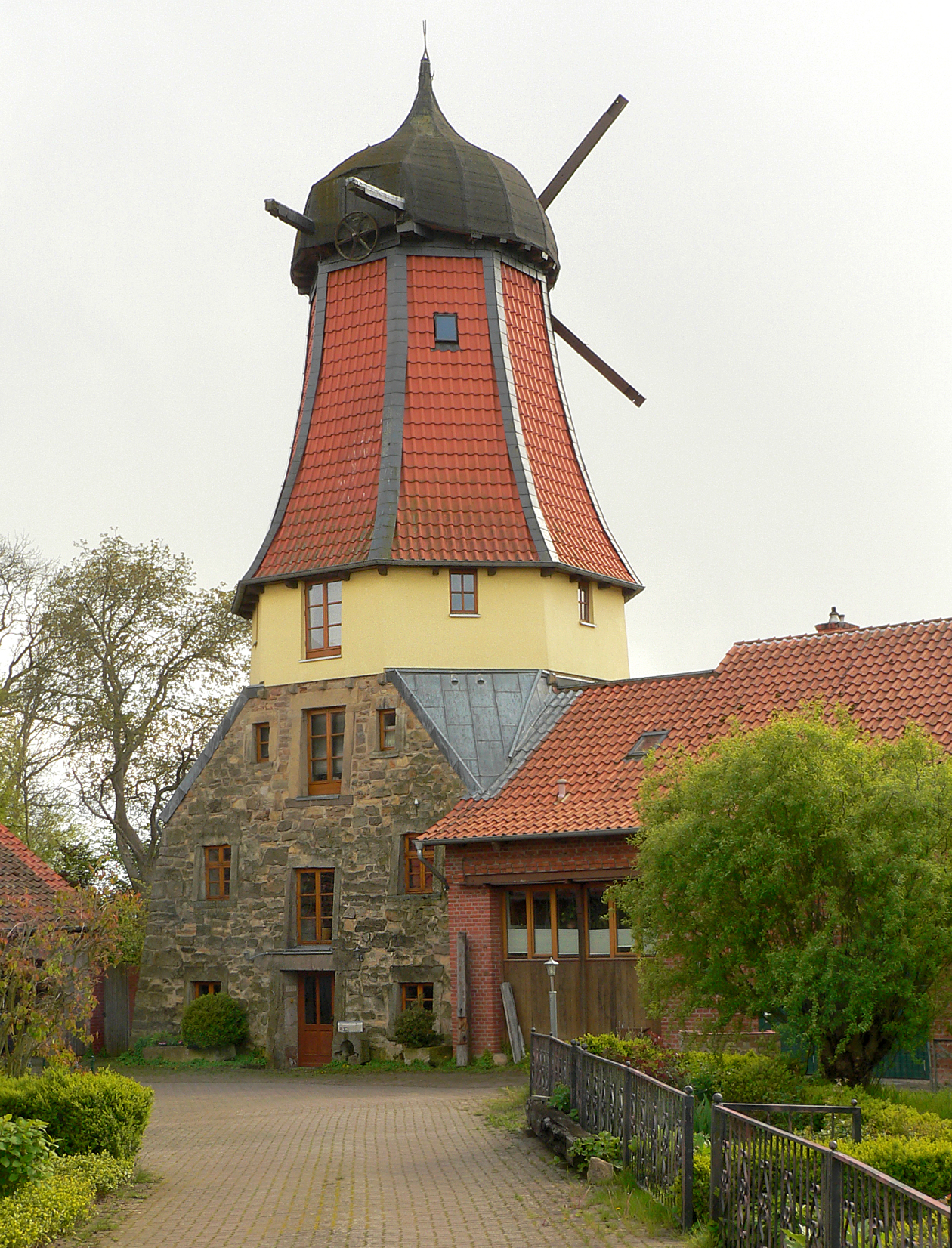
Verkleidung und Flügel erneuert, 2024
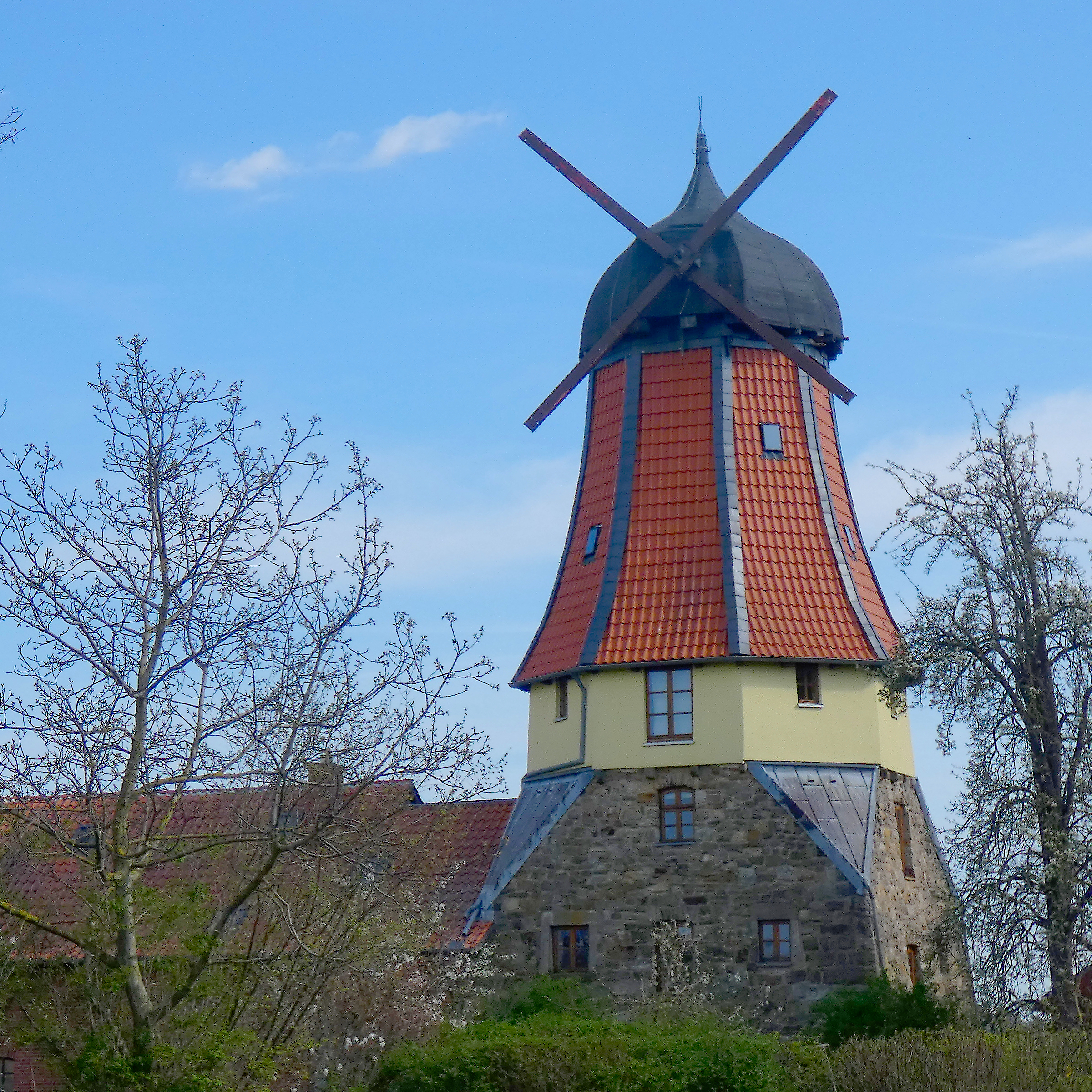
stählerne Flügelansätze, seit 2020
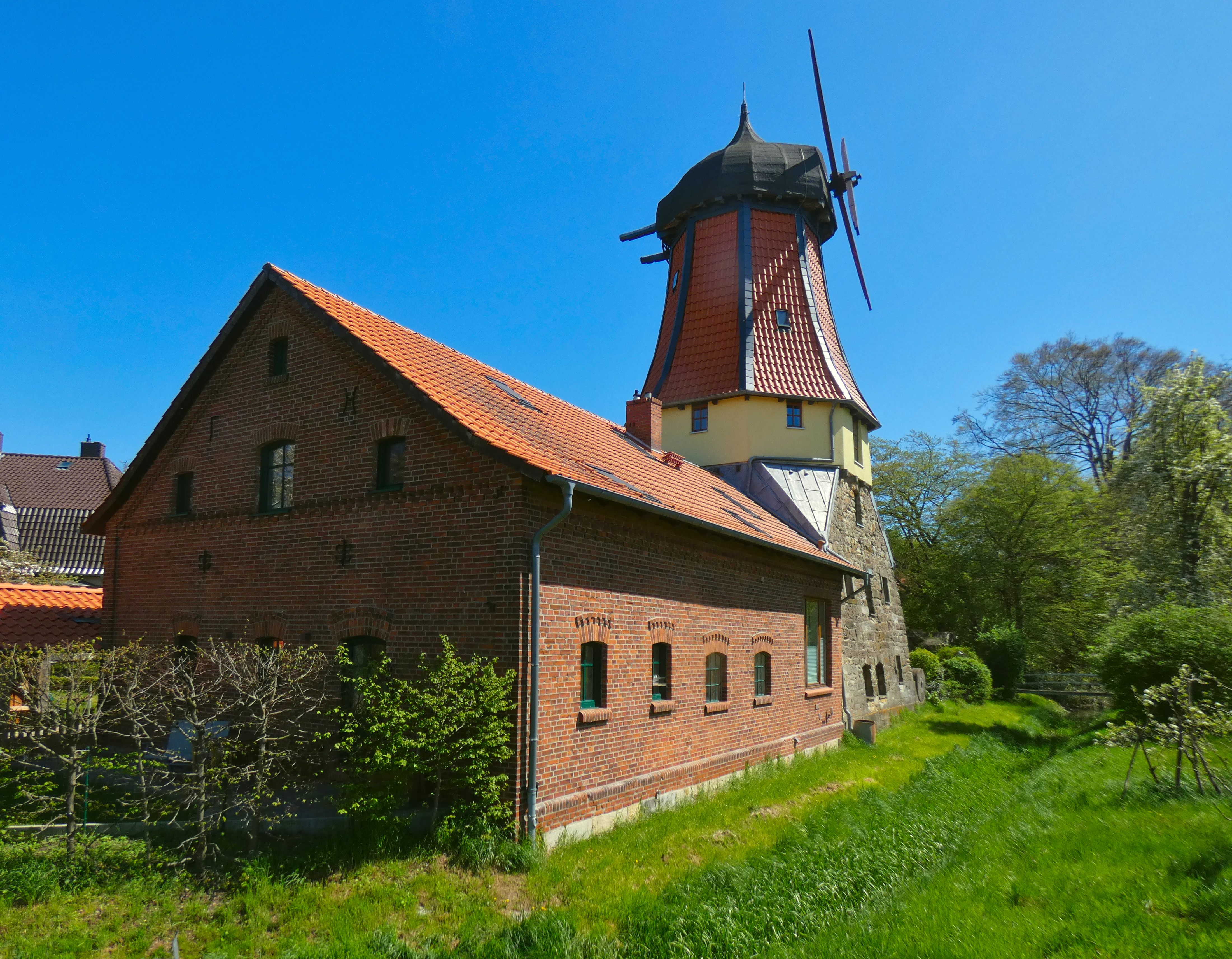
Nebengebäude und Mühlgraben